# Basketball Champions League Asia 2024
La Basketball Champions League Asia 2024, è stata la prima edizione della Basketball Champions League Asia e la ventinovesima edizione della massima competizione per club del continente asiatico. Il torneo che precedentemente era noto con il nome di FIBA Asia Champions Cup, si era svolto l'ultima volta nel 2019, prima di una lunga sospensione dovuta alla Pandemia di COVID-19. Il torneo principale si è svolto a Dubai, negli Emirati Arabi Uniti, dal 9 al 15 giugno 2024. È organizzato dalla UAE Basketball Association sotto l'egida della FIBA Asia.

## Qualificazione
Alla competizione hanno preso parte otto club in totale: i campioni nazionali di Cina, Giappone e Corea del Sud si sono qualificati direttamente attraverso i campionati nazionale. Altre due squadre si sono qualificate attraverso un torneo di qualificazione a due turni in cui si sono affrontate 8 squadre provenienti dall'Est e dal Sud-Est asiatico, mentre le altre due sono state determinate attraverso la FIBA West Asia Super League 2023-2024.
La Philippine Basketball Association ha rinunciato alla partecipazione al torneo, nonostante una sua squadra avesse uno spot riservato per la qualificazione, a causa di un fitto programma per la stagione 2023, che ha visto il paese co-ospitare la Coppa del mondo di basket FIBA. Dopo che erano trapelati voci secondo cui sarebbe stata inviata la propria squadra nazionale a competere, come era accaduto in nell'edizione 2017 sotto il nome "Chooks-to-Go Pilipinas"; il 30 maggio 2024, la FIBA ha annunciato la procedura del sorteggio rivelando che non c'era alcun rappresentante filippino;  lo slot a loro riservato è stato assegnato ai campioni nazionali della paese ospitante, gli Emirati Arabi Uniti.
Inizialmente era previsto che prendessero parte alla competizione le due finaliste della FIBA WASL 2023-24. Ma alla finale della competizione sono giunte due squadre provenienti dalla stessa nazione, il Libano; visto che il regolamento non permette la partecipazione di due squadre della stessa federazione, sola la vincitrice della finale ha preso parte alla competizione. Il posto della finalista, è stato occupato dalla squadra che si era classifica al terzo posto.
Il primo turno del torneo di qualificazione si è svolto ad Ulan Bator, in Mongolia, dal 3 al 7 aprile; mentre la seconda fase si è svolto dal 23 al 26 aprile a Giakarta, in Indonesia.
Le seguenti squadre si sono qualificate al torneo principale:
| Squadra              | Metodo qualificazione                                                | Ultima apparizione                                              |
| -------------------- | -------------------------------------------------------------------- | --------------------------------------------------------------- |
| Liaoning F. Leopards | Vincitore della CBA 2023-24                                          | 6 (1988, 1990, 1992, 1995, 1999, 2018)                          |
| Busan Egis           | Vincitore della KBL 2023-24                                          | 1 (1998)                                                        |
| Hiroshima Drag.      | Vincitore della B1 League 2023-24                                    | debuttante                                                      |
| Shabab Al-Ahli       | Campione nazionale del paese ospitante                               | 3 (2001, 2016, 2017)                                            |
| Pelita Jaya          | Prima classifica nel Torneo di qualificazione (Est e Sud-Est Asia)   | debuttante                                                      |
| Matrix Deers         | Seconda classifica nel Torneo di qualificazione (Est e Sud-Est Asia) | debuttante                                                      |
| Al-Riyadi Beirut     | Vincitore della FIBA West Asia Super League 2023-2024                | 10 (1998, 2008, 2009, 2010, 2011, 2012, 2016, 2017, 2018, 2019) |
| Shahrdari Gorgan     | Terzo posto nella FIBA West Asia Super League 2023-2024              | debuttante                                                      |

## Formato
Le otto squadre hanno giocato in due gironi all'italiana da quattro squadre ciascuno; ciascuna squadra ha giocato tre partite. Le prime due squadre di ogni girone si sono qualificate alla fase finale, dove hanno giocato partite ad eliminazione diretta per determinare la classifica finale.

## Sorteggio
Il sorteggiò dei due gironi si è tenuto il 31 maggio 2024, presso il Dubai Sports Council. La squadra della nazione ospitante non è stata inserita in nessuna urna, avendo la possibilità di scegliere il proprio gruppo; le altre sette squadre sono state divise in tre urne basate sul metodo con il quale il team ha ottenuto la qualificazione al torneo.
| Squadra              |
| -------------------- |
| Liaoning F. Leopards |
| Busan Egis           |
| Hiroshima Drag.      |

| Squadra      |
| ------------ |
| Pelita Jaya  |
| Matrix Deers |

| Squadra          |
| ---------------- |
| Al-Riyadi Beirut |
| Shahrdari Gorgan |

## Fase a gironi

### Gruppo A
| Pos | Squadra              | G | V | P | GF  | GS  | DG  | Pt | Qualificazione |        | RIY    | SHA    | LFL    | NMD    |
| --- | -------------------- | - | - | - | --- | --- | --- | -- | -------------- | ------ | ------ | ------ | ------ | ------ |
| 1   | Al-Riyadi Beirut     | 3 | 3 | 0 | 328 | 251 | +77 | 6  | Semi-finali    |        | —      | 102–88 | 118–75 | 108–88 |
| 2   | Shabab Al-Ahli       | 3 | 2 | 1 | 277 | 243 | +34 | 5  | Semi-finali    |        | 88–102 | —      | 97–65  | 92–76  |
| 3   | Liaoning F. Leopards | 3 | 1 | 2 | 234 | 308 | −74 | 4  |                |        | 75–118 | 65–97  | —      | 94–93  |
| 4   | Matrix Deers         | 3 | 0 | 3 | 257 | 294 | −37 | 3  |                | 88–108 | 76–92  | 93–94  | —      |        |

### Gruppo B
| Pos | Squadra          | G | V | P | GF  | GS  | DG  | Pt | Qualificazione |        | GOR    | HDF   | PJB   | BKE    |
| --- | ---------------- | - | - | - | --- | --- | --- | -- | -------------- | ------ | ------ | ----- | ----- | ------ |
| 1   | Shahrdari Gorgan | 3 | 2 | 1 | 286 | 257 | +29 | 5  | Semi-finali    |        | —      | 94–81 | 90–97 | 102–79 |
| 2   | Hiroshima Drag.  | 3 | 2 | 1 | 274 | 240 | +34 | 5  | Semi-finali    |        | 81–94  | —     | 86–69 | 107–77 |
| 3   | Pelita Jaya      | 3 | 2 | 1 | 264 | 267 | −3  | 5  |                |        | 97–90  | 69–86 | —     | 98–91  |
| 4   | Busan Egis       | 3 | 0 | 3 | 247 | 307 | −60 | 3  |                | 79–102 | 77–107 | 91–98 | —     |        |

1. 1 2 3  Differenza punti negli scontri diretti: Shahrdari Gorgan +6, Hiroshima Dragonflies +4, Pelita Jaya -10

## Fase finale

### Tabellone
|  | Semifinali 14 giugno | Semifinali 14 giugno | Semifinali 14 giugno |                |                  | Finale 15 giugno          | Finale 15 giugno          | Finale 15 giugno          |  |
|  |                      |                      |                      |                |                  |                           |                           |                           |  |
|  | A1                   | Al-Riyadi Beirut     | 121                  |                |                  |                           |                           |                           |  |
|  | A1                   | Al-Riyadi Beirut     | 121                  |                |                  |                           |                           |                           |  |
|  | B2                   | Hiroshima Drag.      | 89                   |                |                  |                           |                           |                           |  |
|  | B2                   | Hiroshima Drag.      | 89                   |                | Al-Riyadi Beirut | Al-Riyadi Beirut          | 122                       |                           |  |
|  |                      |                      |                      |                | Al-Riyadi Beirut | Al-Riyadi Beirut          | 122                       |                           |  |
|  |                      |                      | Shabab Al-Ahli       | Shabab Al-Ahli | 96               |                           |                           |                           |  |
|  | B1                   | Shahrdari Gorgan     | Shabab Al-Ahli       | Shabab Al-Ahli | 96               | 71                        |                           |                           |  |
|  | B1                   | Shahrdari Gorgan     |                      |                |                  | 71                        |                           |                           |  |
|  | A2                   | Shabab Al-Ahli       | 73                   |                |                  | Finale 3º posto 15 giugno | Finale 3º posto 15 giugno | Finale 3º posto 15 giugno |  |
|  | A2                   | Shabab Al-Ahli       | 73                   |                |                  |                           |                           |                           |  |
|  |                      |                      |                      |                |                  |                           |                           |                           |  |
|  |                      |                      |                      |                |                  | Hiroshima Drag.           | Hiroshima Drag.           | 81                        |  |
|  |                      |                      |                      |                |                  | Hiroshima Drag.           | Hiroshima Drag.           | 81                        |  |
|  |                      |                      |                      |                |                  | Shahrdari Gorgan          | Shahrdari Gorgan          | 76                        |  |

### Semi-finali
| Arbitri: | Harja Jaladri Kyoungjin Park Mohammad Taha |

|           |          |                            |
| Vahedi 24 | Punti    | 20 Alshabebi               |
| Kazemi 4  | Assist   | 5 Georges-Hunt, Pointer    |
| Kazemi 15 | Rimbalzi | 9 Georges-Hunt, Thibodeaux |

| Arbitri: | Yevgeniy Mikheyev Wissam Zein Chun Yip Yuen |

|             |          |               |
| Saoud 21    | Punti    | 29 Blackshear |
| Arakji 14   | Assist   | 5 Evans       |
| Gyokchyan 8 | Rimbalzi | 5 Kawata      |

### Finale Terzo posto
| Arbitri: | Rabah Noujaim Chun Yip Yuen Xiao Zhang |

|                     |          |                  |
| Yamazaki 18         | Punti    | 21 Vahedi        |
| Evans 7             | Assist   | 4 Kazemi, Cherry |
| Blackshear, Evans 9 | Rimbalzi | 10 Kazemi        |

### Finale
| Arbitri: | Takaki Kato Yevgeniy Mikheyev Wissam Zein |

|                 |            |              |
| Arakji 31       | Punti      | 25 Pointer   |
| Arakji 9        | Assist     | 9 Pointer    |
| Maker 13        | Rimbalzi   | 7 Pointer    |
| Ahmad El Farran | Allenatori | Oualid Zrida |

| Basketball Champions League Asia 2024 |
| ------------------------------------- |
| Al-Riyadi Beirut 3º Titolo            |

## Classifica finale
| #  | Squadra          | Record | Qualificazione                                       |
| -- | ---------------- | ------ | ---------------------------------------------------- |
|    | Al-Riyadi Beirut | 5–0    | Qualificata per la Coppa Intercontinentale FIBA 2024 |
|    | Shabab Al-Ahli   | 3–2    |                                                      |
|    | Hiroshima Drag.  | 3–2    |                                                      |
| 4° | Shahrdari Gorgan | 2–3    |                                                      |

## Statistiche individuali

### Migliori prestazioni individuali
| Categoria         | Giocatore         | Squadra              | Statistica |
| ----------------- | ----------------- | -------------------- | ---------- |
| Punti             | James Dickey III  | Pelita Jaya          | 40         |
| Rimbalzi          | James Dickey III  | Pelita Jaya          | 26         |
| Assist            | Wael Arakji       | Al-Riyadi Beirut     | 14         |
| Palle Rubate      | John Wesley Murry | Matrix Deers         | 6          |
| Palle Rubate      | Sina Vahedi       | Shahrdari Gorgan     | 6          |
| Stoppate          | Thon Maker        | Al-Riyadi Beirut     | 4          |
| Stoppate          | Yanyu Liu         | Liaoning F. Leopards | 4          |
| Tiri de Tre punti | 7 giocatori       | 7 giocatori          | 6          |

### Leader statistici individuali
| Categoria                | Giocatori        | Squadra              | Statistiche |
| ------------------------ | ---------------- | -------------------- | ----------- |
| Punti per partita        | James Dickey III | Pelita Jaya          | 25.7        |
| Rimbalzi per partita     | James Dickey III | Pelita Jaya          | 14.3        |
| Assist per partita       | Wael Arakji      | Al-Riyadi Beirut     | 8.4         |
| Palle rubate per partita | Rayvonte Rice    | Liaoning F. Leopards | 2.7         |
| Stoppate per partita     | Thon Maker       | Al-Riyadi Beirut     | 2.2         |
| Minuti per partita       | James Dickey III | Pelita Jaya          | 35.7        |
| TC%                      | Wael Arakji      | Al-Riyadi Beirut     | 75.5%       |
| 3P%                      | Wael Arakji      | Al-Riyadi Beirut     | 71.4%       |
| TL%                      | Kerry Blackshear | Hiroshima Drag.      | 96.8%       |

#### Punti
|    | Giocatore         | Squadra          | Partite | Punti | PPG  |
| -- | ----------------- | ---------------- | ------- | ----- | ---- |
| 1. | James Dickey III  | Pelita Jaya      | 3       | 77    | 25.7 |
| 2. | John Wesley Murry | Matrix Deers     | 3       | 76    | 25.3 |
| 3. | Joe Young         | Shahrdari Gorgan | 5       | 114   | 22.8 |
| 4. | Justin Brownlee   | Pelita Jaya      | 3       | 65    | 21.7 |
| 5. | Wael Arakji       | Al-Riyadi Beirut | 5       | 104   | 20.8 |

Fonte:  Statistiche, in FIBA.

#### Rimbalzi
|    | Giocatore         | Squadra              | Partite | Rimbalzi | RPG  |
| -- | ----------------- | -------------------- | ------- | -------- | ---- |
| 1. | James Dickey III  | Pelita Jaya          | 3       | 60       | 20.0 |
| 2. | Chenzhifeng Zhang | Liaoning F. Leopards | 3       | 31       | 10.3 |
| 3. | Arsalan Kazemi    | Shahrdari Gorgan     | 5       | 50       | 10.0 |
| 4. | Deon Thompson     | Busan Egis           | 3       | 30       | 10.0 |
| 5. | Travin Thibodeaux | Shabab Al-Ahli       | 5       | 49       | 9.8  |

Fonte:  Statistiche, in FIBA.

#### Stoppate
|    | Giocatore        | Squadra              | Partite | Stoppate | SPG |
| -- | ---------------- | -------------------- | ------- | -------- | --- |
| 1. | Thon Maker       | Al-Riyadi Beirut     | 5       | 11       | 2.2 |
| 2. | James Dickey III | Pelita Jaya          | 3       | 5        | 1.7 |
| 3. | Yanyu Liu        | Liaoning F. Leopards | 3       | 5        | 1.7 |
| 4. | Johnny Hamilton  | Shahrdari Gorgan     | 5       | 6        | 1.2 |
| 5. | Tshilidzi Kawata | Hiroshima Drag.      | 5       | 5        | 1.0 |

Fonte:  Statistiche, in FIBA.

#### Assist
|    | Giocatore           | Squadra          | Partite | Assist | APG |
| -- | ------------------- | ---------------- | ------- | ------ | --- |
| 1. | Wael Arakji         | Al-Riyadi Beirut | 5       | 42     | 8.4 |
| 2. | Zach Lofton         | Al-Riyadi Beirut | 5       | 27     | 5.4 |
| 3. | Sir'Dominic Pointer | Shabab Al-Ahli   | 5       | 25     | 5.0 |
| 4. | Dwayne Evans        | Hiroshima Drag.  | 5       | 22     | 4.4 |
| 5. | Junyong Choi        | Busan Egis       | 3       | 13     | 4.3 |

Fonte:  Statistiche, in FIBA.

## Premi

### Riconoscimenti individuali
| Riconoscimento                       | Giocatore   | Squadra          | Note   |
| ------------------------------------ | ----------- | ---------------- | ------ |
| Basketball Champions League Asia MVP | Wael Arakji | Al-Riyadi Beirut | [ 20 ] |

### Quintetto ideale
| Basketball Champions League Asia Top Team | Basketball Champions League Asia Top Team |
| ----------------------------------------- | ----------------------------------------- |
| Wael Arakji                               | Al-Riyadi Beirut                          |
| Sina Vahedi                               | Shahrdari Gorgan                          |
| Marcus Georges-Hunt                       | Shabab Al-Ahli                            |
| Travin Thibodeaux                         | Shabab Al-Ahli                            |
| Thon Maker                                | Al-Riyadi Beirut                          |